# Jörgen Häggqvist
Jörgen Häggqvist (* 9. července 1962 Göteborg, Švédsko) je bývalý švédský zápasník – judista.

## Sportovní kariéra
Judu se věnoval od mládí v rodném Göteborgu. Na mezinárodní úroveň se dostal ve spolupráci s polským trenérem a olympijským medailistou Antoni Zajkowskim, který v osmdesátých letech ve Švédsku působil. V roce 1985 korunoval dobrou přípravu ziskem první švédské medaile z mistrovství Evropy mezi muži. Na tento úspěch navázal až po 25 letech Marcus Nyman. Olympijských her se účastnil dvakrát, v Los Angeles v roce 1984 i v Barceloně v roce 1992 byl vyřazen v první fázi turnaje.

## Výsledky
| Turnaj             | 1983           | 1984           | 1985           | 1986           | 1987           | 1988           | 1989           | 1990           | 1991           | 1992           |
| Turnaj             | 21             | 22             | 23             | 24             | 25             | 26             | 27             | 28             | 29             | 30             |
| Turnaj             | pololehká váha | pololehká váha | pololehká váha | pololehká váha | pololehká váha | pololehká váha | pololehká váha | pololehká váha | pololehká váha | pololehká váha |
| ------------------ | -------------- | -------------- | -------------- | -------------- | -------------- | -------------- | -------------- | -------------- | -------------- | -------------- |
| Olympijské hry     |                | úč.            |                |                |                | —              |                |                |                | úč.            |
| Mistrovství světa  | úč.            |                | —              |                | úč.            |                | úč.            |                | —              |                |
| Mistrovství Evropy | —              | úč.            | 3.             | 7.             | ?              | ?              | —              | —              | —              | 5.             |